# Vail (Kolorado)

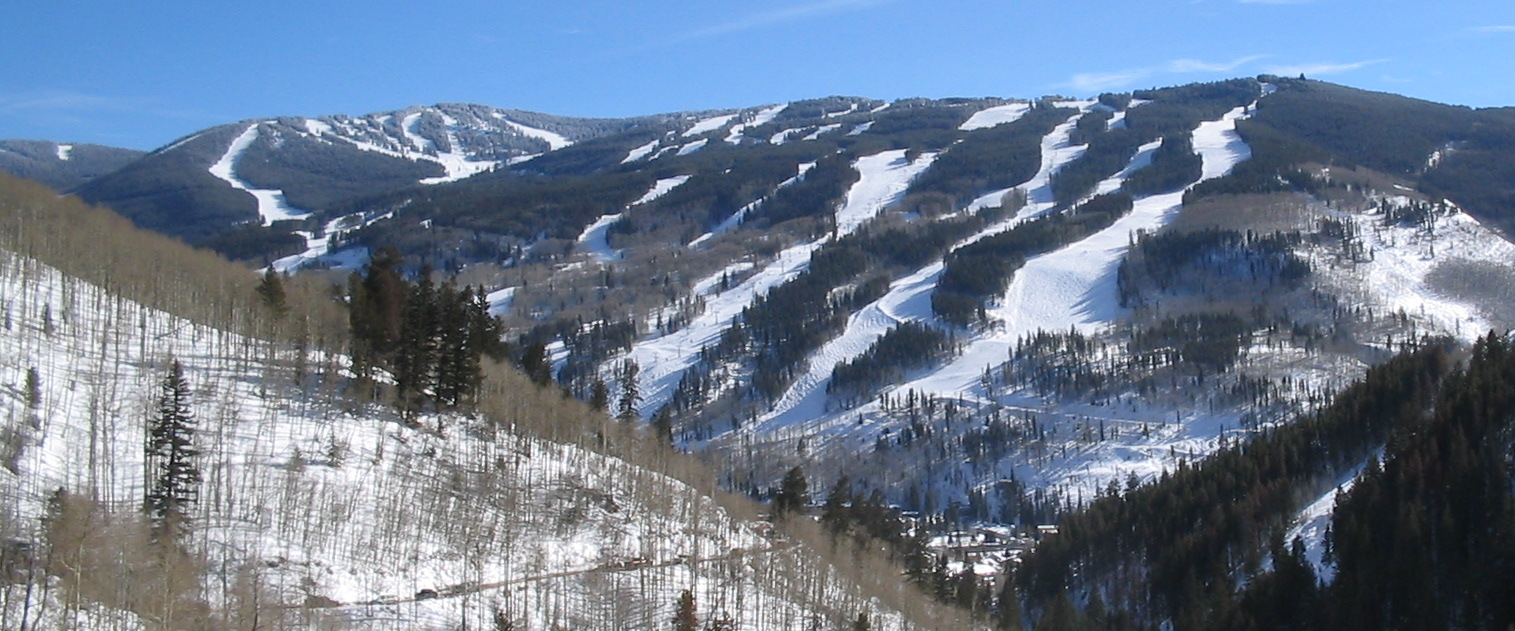
okolice Vail

Vail – miejscowość w Stanach Zjednoczonych Ameryki w Kolorado w hrabstwie Eagle, leży na wysokości 2511 m n.p.m. i jest zamieszkana (2023) przez 4521 mieszkańców.

## Narciarstwo
Jest znanym kurortem narciarskim, słynącym z zawodów Pucharu Świata w narciarstwie alpejskim. W Vail trzykrotnie odbyły się mistrzostwa świata w narciarstwie alpejskim (1989, 1999, 2015).

## Współpraca
Miejscowość partnerska:
- Sankt Moritz, Szwajcaria